# لارنس باستون
لارنس باستون (انگلیسی: Lawrence Boston؛ زادهٔ ۱۸ مهٔ ۱۹۵۶) بازیکن بسکتبال اهل ایالات متحده آمریکا است.
از باشگاه‌هایی که در آن بازی کرده‌است می‌توان به یونیورسو ترویزو اشاره کرد.